# Dodson-Halbinsel
Die Dodson-Halbinsel ist eine vereiste, rund 60 km lange Halbinsel an der Orville-Küste des westantarktischen Ellsworthlands. Sie liegt südlich des Hansen Inlet und ist vollständig vom Filchner-Ronne-Schelfeis an dessen Westflanke umschlossen.
Entdeckt wurde sie bei der Ronne Antarctic Research Expedition (1947–1948) unter der Leitung des US-amerikanischen Polarforschers Finn Ronne. Ronne benannte die Halbinsel zu Ehren zweier Mitwirkender an seiner Expedition: Henry LeLuce Dodson (1896–1969) war Direktor der American Antarctic Society, die als Organisationsgremium für die Forschungsreise fungierte. Zweiter Namensgeber ist dessen Sohn Robert Haskins Thomas Dodson (* 1926), Assistenzgeologe, Geodät und leitender Hundeschlittenführer bei Ronnes Forschungsreise.